# Штолтебил
Штолтебил (њем. Stoltebüll) општина је у њемачкој савезној држави Шлезвиг-Холштајн. Једно је од 134 општинска средишта округа Шлезвиг-Фленсбург. Према процјени из 2010. у општини је живјело 818 становника. Посједује регионалну шифру (AGS) 1059168.

## Географски и демографски подаци
Штолтебил се налази у савезној држави Шлезвиг-Холштајн у округу Шлезвиг-Фленсбург. Општина се налази на надморској висини од 28 метара. Површина општине износи 16,4 km². У самом мјесту је, према процјени из 2010. године, живјело 818 становника. Просјечна густина становништва износи 50 становника/km².